# Рів'єра (Тічино)
Рів'єра (італ. Riviera) — громада  в Швейцарії в кантоні Тічино, округ Рів'єра.

## Географія
Рів'єра має площу 86,6 км², з яких на 4% дозволяється будівництво (житлове та будівництво доріг), 7% використовуються в сільськогосподарських цілях, 65,6% зайнято лісами, 23,4% не є продуктивними (річки, льодовики або гори).

## Демографія
2019 року в громаді мешкало 4209 осіб (+8,9% порівняно з 2010 роком), іноземців було 29,7%. Густота населення становила 49 осіб/км².
За віковим діапазоном населення розподілялося таким чином: 20% — особи молодші 20 років, 61,4% — особи у віці 20—64 років, 18,6% — особи у віці 65 років та старші. Було 1781 помешкань (у середньому 2,3 особи в помешканні).
Із загальної кількості 1389 працюючих 64 було зайнятих в первинному секторі, 849 — в обробній промисловості, 476 — в галузі послуг.